# Parvathy Jayadevan
Pvathy Jayadevan es una cantante de playback de Kerala, India.

## Biografía
Parvathy es hija de Jayadevan y Sindhu Latha. Ella nació en el seno de una familia de Malayali en Malappuram, Kerala. Su padre, es un médico ayurvédico.

## Shows de televisión
Cuando era niña, fue ganadora de un programa de telerrealidad, en la que obtuvo el título de 'Super Star Junior 2', entre el 2008 y 2009, en el canal Amrita TV.
Entre el 2013 y 2014, participó en el "Airtel Super Singer 4"  y terminó siendo una de las 5 finalistas de la temporada.

## Carrera
Parvathy debutó como cantante de playback con una canción en malayalam titulado "Aye Kochu Kalla", para ser interpretada para una película titulada "Pradhi Nayagan", siendo además la banda sonora de Kaaviya Thalaivan, un tema musical escrita y compuesta por uno de los más famosos directores de música de la India, A.R. Rahman.

## Canciones
| Año  | Película       | Canción           | Director musical | Co-intérpretes |
| ---- | -------------- | ----------------- | ---------------- | -------------- |
| 2014 | Pradhi Nayagan | "Aye Kochu Kalla" | A. R. Rahman     | Haricharan     |